# ヘンリー・ベル

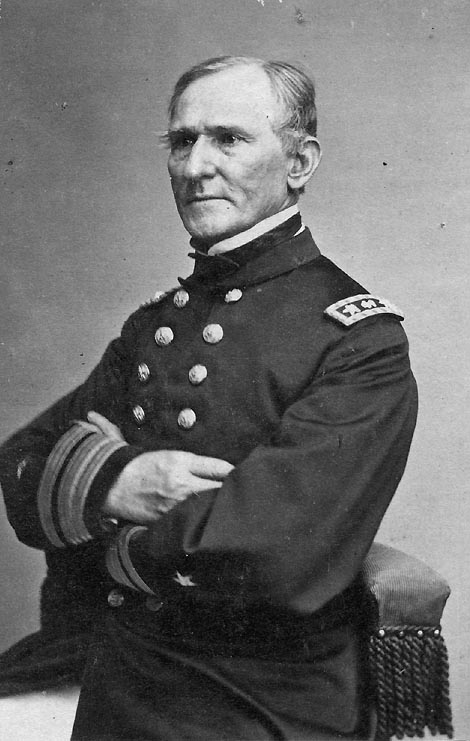
ヘンリー・ベル

ヘンリー・ヘイウッド・ベル （Henry Haywood Bell、1808年4月13日 – 1868年1月11日）はアメリカ海軍の提督で、南北戦争に北軍海軍の一員として従軍し、また対日砲艦外交を担ったアジア艦隊の初代司令官となったが、その砲艦外交の最中に大阪湾で溺死した。

## 経歴
ヘンリーベルは、1808年4月13日、ノースカロライナ州のオレンジ郡で生まれた。1823年、アメリカ海軍の士官候補生になり、その後の20年間を大西洋、地中海、西インド水域で勤務した。その間に勤務した艦艇は、帆走フリゲート・コンスティチューションおよびユナイテッド・ステーツ（USS United States）、戦闘スループ・エリー（USS Erie）、ビンセンスおよびマリオン（USS Marion）、スクーナー・グランパス（USS Grampus）等がある。大尉に昇進した後、1840年代中頃にはハンターと命名された船で特殊任務（米国海軍が直接関与しない）についた。その後、アフリカ沖および地中海でユナイテッド・ステーツの士官およびブリッグ艦・ボクサー（USS Boxer）の艦長を務めた。1849年から1855年の中頃まで、ベルは陸上勤務となり、フィラデルフィア海軍工廠、ノーフォーク海軍工廠およびニューヨーク海軍工廠に勤務した。
1854年8月には中佐に昇進し、1855年から1858年は東インド艦隊勤務となり、スクリューフリゲート・サンジャシント（USS San Jacinto）の艦長を務めた。1850年代後半から1860年代前半にかけて、ベルはアナポリス海軍兵学校の評議会メンバーとなり、またニューヨーク州コールドスプリングとワシントン海軍工廠で兵器部門の責任者となった。南北戦争が勃発すると、ベルは1862年初頭に先任艦長（Fleet captain）となり、西メキシコ湾封鎖艦隊を指揮し、ニューオーリンズ攻撃とミシシッピ川の開放に関連する一連の作戦に参加した。1862年7月、代将に昇進。メキシコ湾封鎖作戦後の1864年、ベルはニューヨーク海軍工廠の兵器部門監査役となった。

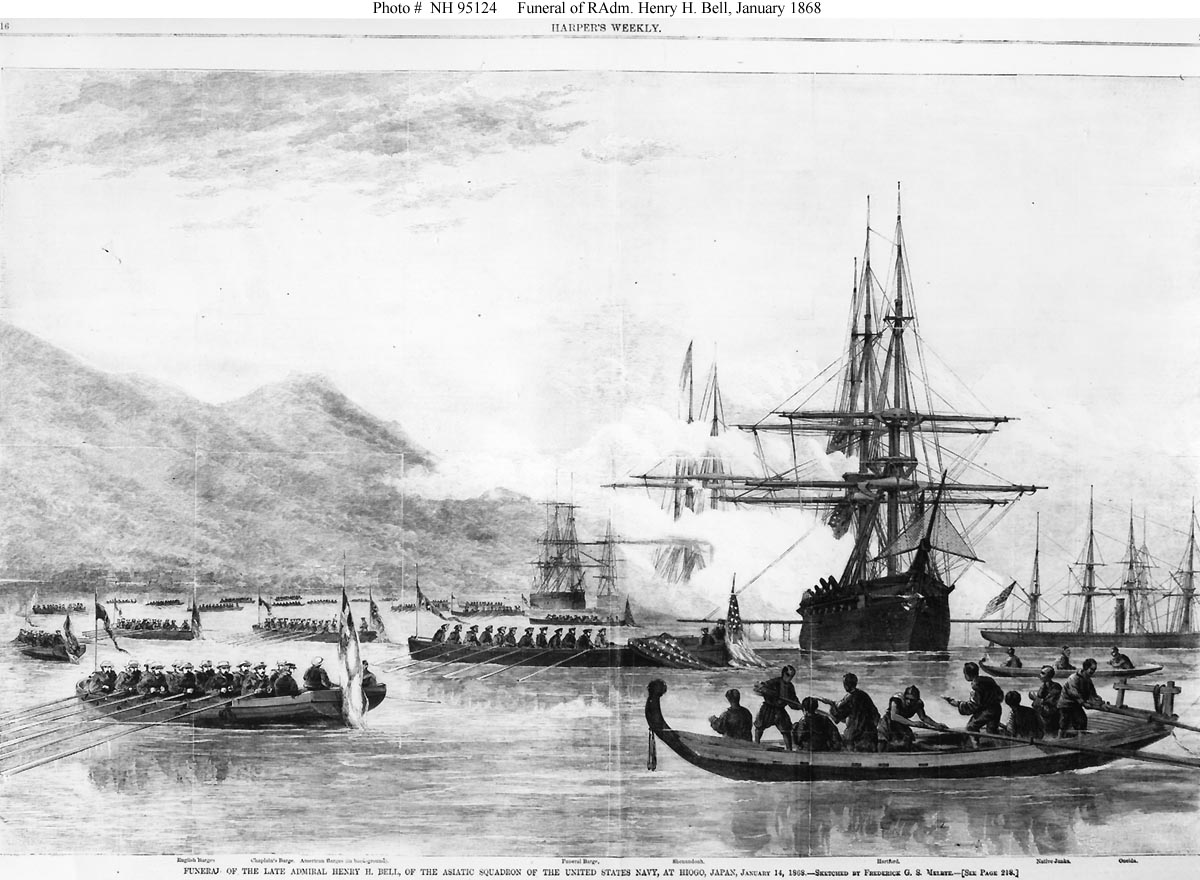
ヘンリー・ベル少将の葬儀の様子

南北戦争終了後の1865年7月、ベルは東インド艦隊（ベルの在任中にアジア艦隊に名称変更）の司令官となり、1年後には少将に昇進。1867年4月には退役リストに乗ったが、アジア艦隊司令としては現役を続けた。1867年末、紛糾する兵庫開港問題に軍事的圧力をかけるため、英国公使ハリー・パークスの提案で兵庫に艦隊が派遣されることとなった。ベルは旗艦であるハートフォード（USS Hartford）に加え、イロコイ（USS Iroquois）、シェナンドー（USS Shenandoah）およびオナイダ（USS Oneida）（何れもスクリュー戦闘スループ）を兵庫沖に集結させた（他に英国12隻、フランス1隻が参加）。1868年1月11日、ベルはボートに乗って陸に向かっていたが、大波を受け転覆。ボートの乗員は3人を除きベルを含む全員が溺死した。なお、イロコイは当時アルフレッド・セイヤー・マハンが副長を務めており、また1868年1月30日夜（慶応4年1月6日）鳥羽・伏見の戦いに敗れて江戸に戻る徳川慶喜が一時退避している。

## 艦名
ウィックス級駆逐艦「ベル」（DD-95）およびフレッチャー級駆逐艦ベル（DD-587）にベルの名前が与えられた。

## 参考
- この記事はアメリカ合衆国政府の著作物であるNaval History & Heritage Commandに由来する文章を含んでいます。
- この記事はアメリカ合衆国政府の著作物であるDictionary of American Naval Fighting Shipsに由来する文章を含んでいます。